# Corte amministrativa suprema della Repubblica di Polonia
La Corte amministrativa suprema della Repubblica di Polonia (in polacco: Naczelny Sąd Administracyjny) è il tribunale a cui ci si rivolge in casi amministrativi come quelli tra privati cittadini (o imprese). Questo tribunale tratta gli appelli dei tribunali amministrativi inferiori, chiamati "tribunali amministrativi del voivodato". Anche la Bulgaria presenta questa forma di tribunali.